# Tipula neurotica
Tipula neurotica är en tvåvingeart som beskrevs av Mannheims 1966. Tipula neurotica ingår i släktet Tipula och familjen storharkrankar. Inga underarter finns listade i Catalogue of Life.